# Col du Zad
Le col du Zad est un col du Moyen Atlas, dans la province marocaine de Khénifra. Il se trouve à 2 178 mètres d'altitude et permet le passage de la route N13.